# Incké náboženství
Náboženství Inků bylo tvořeno vírou a obřady, které souvisely s mytologickým systémem vyvíjejícím se v andských oblastech Jižní Ameriky od předincké doby až po říši Inků. Toto náboženství se projevovalo ve všech aspektech života, práce, slavností, ceremonií atd.

Inkové byli polyteisté a existovala místní, regionální a celoregionální božstva.

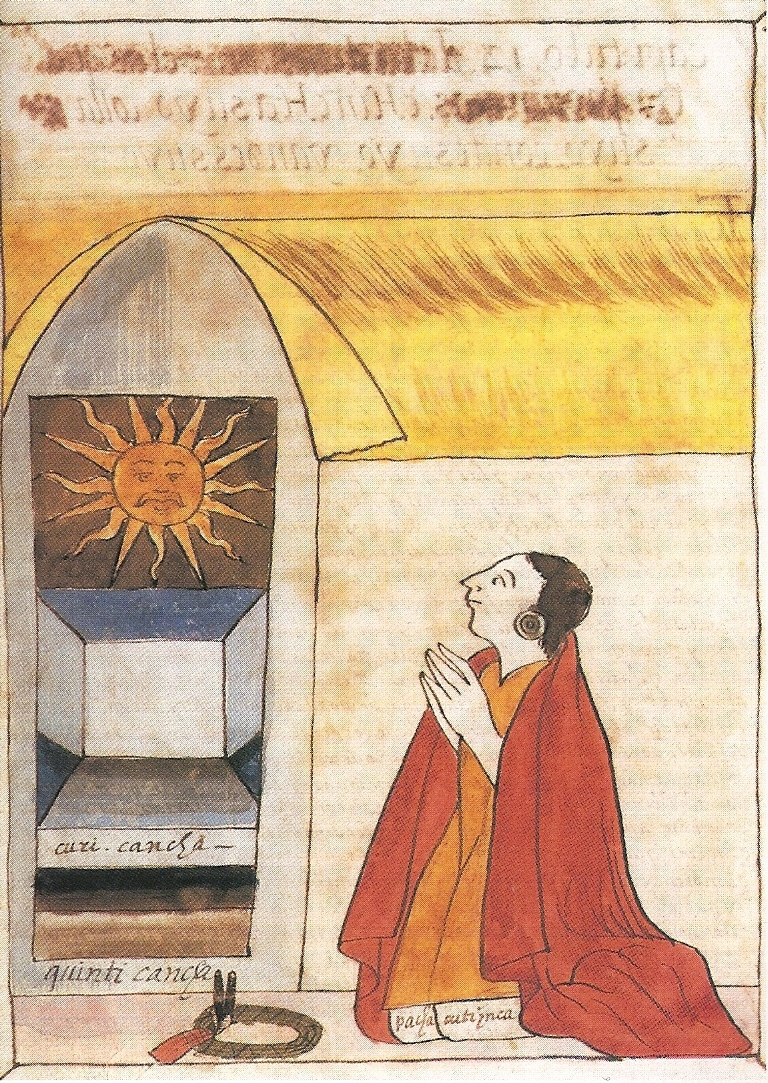
Princ Pachacuti uctívá slunečního boha Intiho (ilustrace řeholníka Martína de Murúa, 17. století)

Nejdůležitější postavou inckého náboženství byl sám Inka. Inčtí panovníci byli sami považování za syny boha slunce. Všichni tedy věřili, že mají božský původ. Následník trůnu mohl pocházet jen z čisté linie, a proto to býval nejstarší syn sourozenců – tedy jeho otec a matka byli bratr a sestra.

## Slavnosti
Každý měsíc se konala nějaká velká slavnost. Při této slavnosti měl hlavní úlohu Inka. Většinou se tyto slavnosti týkaly zemědělství, protože incká společnost byla hlavně zaměřena na zemědělství, v němž Inkové dosáhli obdivuhodné dokonalosti.

## Kněží
Kněží se oblékali stejně jako ostatní lidé, takže na první pohled nebylo hned vidět, že patří právě do této vrstvy. Na rozdíl od aztéckých kněží inčtí nikdy nedosáhli takové dokonalosti v astronomii. Dokázali sice určit pohyby slunce a některých dalších vesmírných těles, např. Venuše, měli však pouze jedno souhvězdí – souhvězdí Jižního kříže.

## Jednotliví bohové

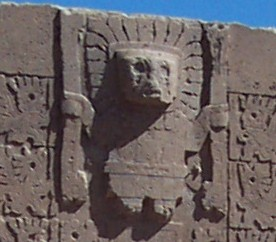
Virakoča

### Virakoča
Virakoča je incký bůh stvořitel, který stvořil svět, slunce i všechny ostatní bohy, lidi i zvířata. Je zakladatelem incké civilizace.

### Inti
Inti je incký bůh slunce, od něhož se odvozovala incká dynastie.